# ローラ・ムンツ・ライアル

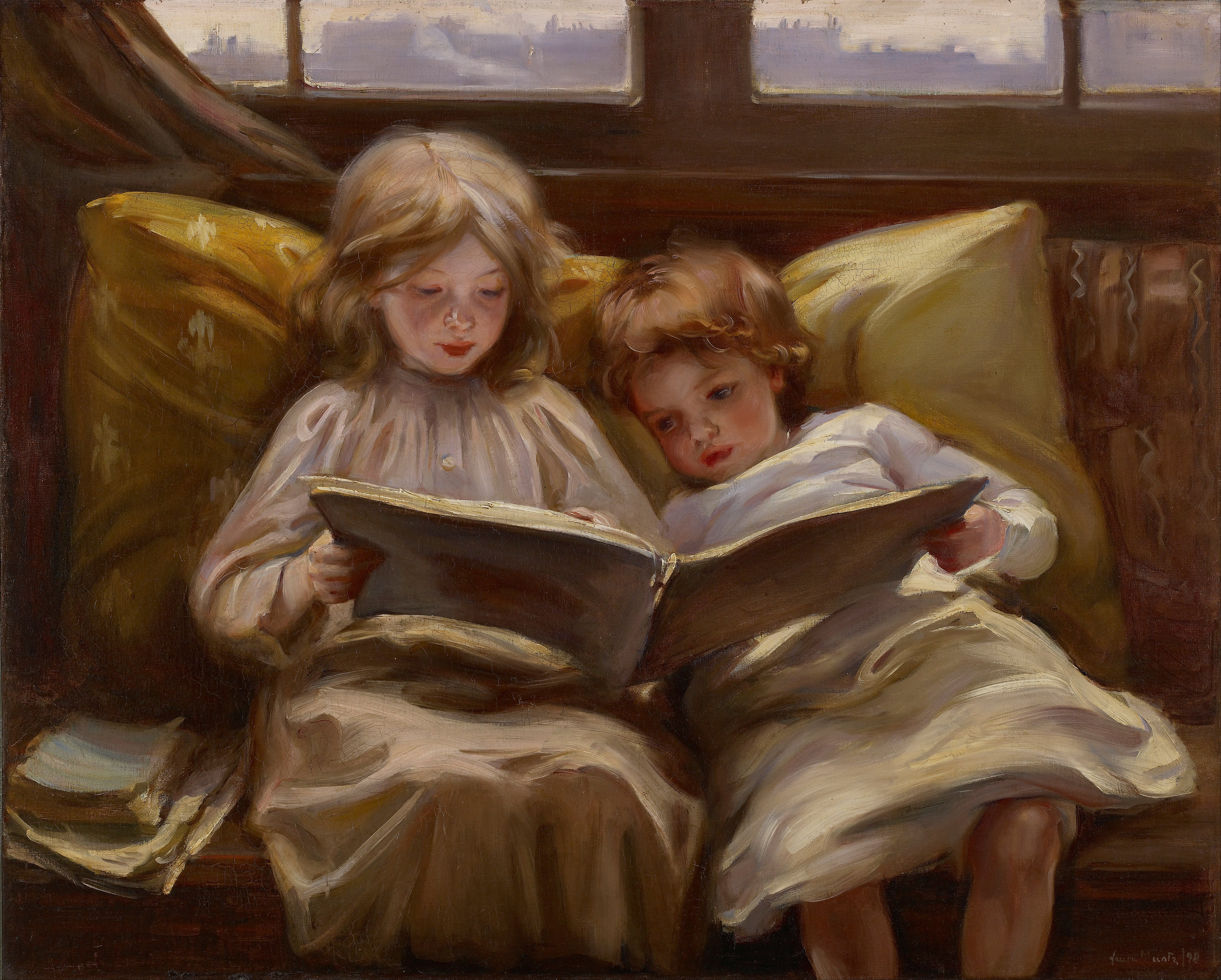
「楽しい物語」(1898)

ローラ・ムンツ・ライアル（Laura Muntz Lyall、1860年6月18日 - 1930年12月9日）は、イギリス生まれのカナダの印象派の画家である。母親と子供の絵などで知られる。

## 略歴
イングランド、ウォリックシャーのラドフォードで生まれた。結婚前の名前はLaura Adeline Muntzである。彼女が子供時代に家族はカナダに移民として移り、オンタリオ州中央部のマスコーカ地域の農場で育った。
若い頃から学校の教師となったが、美術への興味はハミルトンに住む画家から絵を学ぶようになった。1882年からオンタリオの美術学校で学び、美術学校ではルーシャス・リチャード・オブライエンに学び、後にジョージ・アグニュー・リードに学んだ。1887年にしばらくロンドンのサウス・ケンジントン美術学校（後のロイヤル・カレッジ・オブ・アート）で学ぶが、カナダに戻り、リードのもとで修行を続けた。1891年に7年間の留学資金を得て、パリに留学し、巨匠の作品を研究し、新しい美術の傾向を体験した。印象派の絵画に影響を受け、パリではアカデミー・コラロッシでも学び、展覧会にも出展した。
1898年にカナダに戻り、トロントにスタジオを開き、学生の教育もはじめた。ロイヤル・カレッジ・オブ・アートの準会員に選ばれた。その後、モントリオールに移った。その後、1893年のシカゴ万国博覧会や、1904年のセントルイス万国博覧会など、国際的な展覧会へ出展した。カナダ王立美術院の展覧会へは1893年から1929年の間に27点を出展した。その活動はオンタリオ出身の同時代の女性画家フローレンス・カーライル（Florence Carlyle, 1864年 - 1923年）と比較される。
1895年にカナダ王立美術院の会員に選ばれた。女性としては8人目であった。オンタリオ芸術家協会の会員となり、1899年から1903年の間、女性としてはじめて理事を務めた。
1915年に姉が死ぬとトロントに戻り、義理の兄チャールズ・ライアルと結婚し、姉の残した11人の子供の面倒をみながら作品を描いた。

## 作品

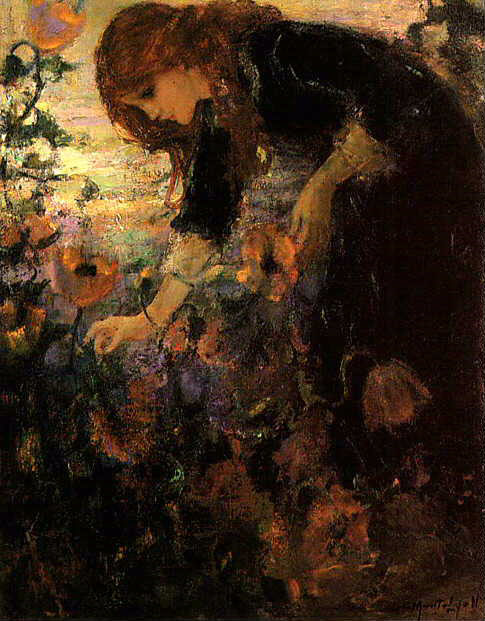
Oriental Poppies
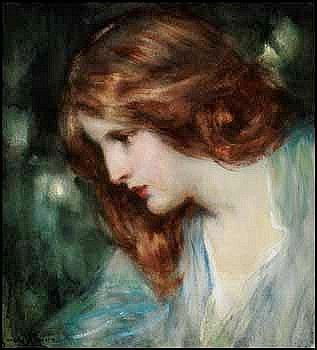
若い女性の肖像
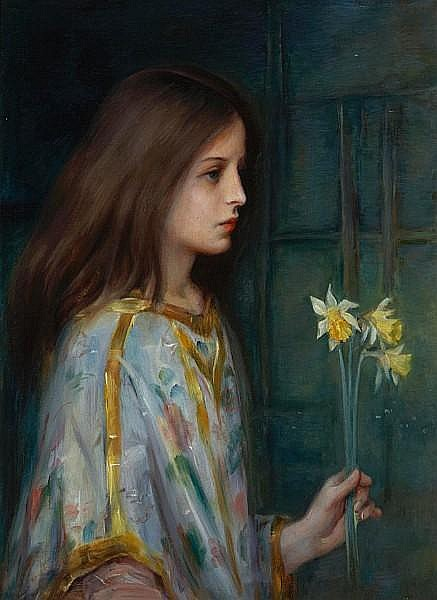
水仙を持つ少女
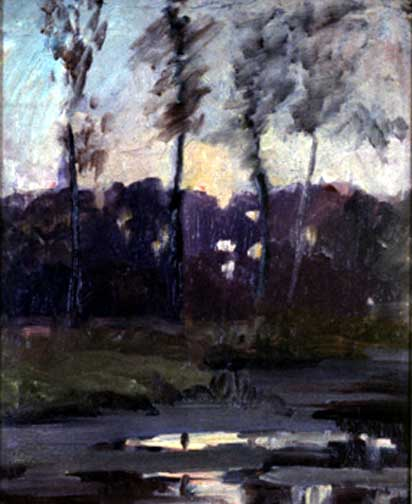
河畔の木々 (1900)